# Караталово
Караталово (баш. Ҡаратал) — село в Чекмагушевском районе Республики Башкортостан Российской Федерации. Входит в состав Юмашевского сельсовета.

## География

### Географическое положение
Расстояние до:
- районного центра (Чекмагуш): 42 км,
- центра сельсовета (Юмашево): 10 км,
- ближайшей ж/д станции (Буздяк): 70 км.

## Население
| 2002 | 2009 | 2010 |
| ---- | ---- | ---- |
| 225  | ↗226 | ↘212 |